# Belanovce (Leskovac)
Belanovce je naselje u gradu Leskovcu, Jablanički upravni okrug, Srbija. Prema popisu iz 2022. godine u Belanovcu je živjelo 443 stanovnika.